# كتاب الثمرة
كتاب الثمرة (باليونانية: Καρπος، باللاتينية: Centiloquium وتعني "مئة مقولة")، هي مجموعة من مئة حِكَم مأثورة حول التنجيم والقواعد التنجيمية. سُجّل لأول مرة في بداية القرن العاشر الميلادي، عندما علّق عليه عالم الرياضيات العربي أحمد بن يوسف المصري (فيما بعد خُلط أحيانًا مع اسمه علي بن رضوان بن علي بن جعفر المصري الذي عاش بعده بقرن وكتب شرحًا للكتاب المقالات الأربع لبطليموس).
اعتبر العالم الإيطالي كاردانو أن هذا العمل كتاب منحول، وليس لبطليموس على الإطلاق. ويُشار الآن إلى مؤلف الكتاب عمومًا باسم بطليموس الزائف.